# Departamento de Punilla
Departamento de Punilla är en kommun i Argentina.   Den ligger i provinsen Córdoba, i den centrala delen av landet, 700 km nordväst om huvudstaden Buenos Aires.
Trakten runt Departamento de Punilla består i huvudsak av gräsmarker. Runt Departamento de Punilla är det ganska tätbefolkat, med 67 invånare per kvadratkilometer.